# Montespluga
Montespluga ist eine Fraktion der italienischen Gemeinde (comune) Madesimo in der Provinz Sondrio, Region Lombardei.

## Geographie
Das Bergdorf  Montespluga liegt auf 1908 m s.l.m. (lt. Landeskarte der Schweiz 1905 m ü. M.) im Talschluss des Val San Giacomo (auch Valle Spluga und lokal Val di Giüst genannt) etwa 1,8 Kilometer Luftlinie südsüdöstlich der Passhöhe des Splügenpasses.
Der Ort entstand an der Passstraße am nördlichen Rand der wasser- und weidereichen Hochebene, in die von Westen das Val Loga mündet und die in alten Landkarten vor Errichtung des Stausees als Piano della Casa bezeichnet wird. Diese Piano della Casa, Gubler bezeichnet sie als „von zahlreichen Wasseradern durchströmte Sumpfmulde“,:245 durch welche die damalige Straße auf einem aufgeschütteten Trassee führte, wurde 1931 durch den Stausee geflutet. Bei niedrigem Wasserstand ist das Trassee der alten Straße noch immer gut zu erkennen.
Montespluga ist in einem Halbkreis von zahlreichen Grenzbergen zur Schweiz umgeben. Unter anderem im Westen vom Pizzo Zoccone, im West-Nordwesten vom Pizzo Tambo, im Nordosten vom Inner Schwarzhorn und dem Surettahorn und im Osten vom Piz Spadolazzo.

## Geschichte
Das Dorf mit seinen lediglich drei Straßen (Via Dogana, Via Ferrè und Via Val Loga) und seinen nur wenigen Häusern und dem alten Zollgebäude «La Casa» hat sich in den letzten 100 bis 200 Jahren kaum verändert. Bis 1841 befanden sich hier das einzige Hospiz am Splügenpass und das einzige Gotteshaus, die Kapelle San Francesco d’Assisi, die 1825 durch einen Neubau ersetzt wurde. Die Kapelle wurde 1832 geweiht. Bereits 1767 hatte der apostolische Nuntius in der Schweiz und spätere Kardinal Luigi Valenti Gonzaga die Erlaubnis erteilt, im Hospiz eine kleine Kapelle einzurichten.
Seit Ende des Zweiten Weltkrieges wird der Pass im Winter nicht mehr offen gehalten.:115 und gesperrt. Die Wintersperre beginnt in der Regel im November und dauert bis Mai. Mit Radfahrzeugen ist Montespluga dann über den Pass nicht mehr zu erreichen.

## Wirtschaft

### Tourismus
Im Ort mit seinen wenigen Häusern findet sich ganzjährig geöffnet ein einziger Hotel- und Restaurantbetrieb mit angeschlossener Weinhandlung. Während der Sommermonate öffnen ein weiteres Beherbergungsunternehmen, ein weiteres Restaurant und ein Kiosk.
Montespluga liegt am grenzüberschreitenden Fernwanderweg Via Spluga und ist im Sommer und Herbst Ausgangsort und Ziel zahlreicher Wanderungen und Bergtouren in alle Himmelsrichtungen. Im Winter finden sich in Montespluga nur Skibergsteiger und Schneeschuhläufer, die von hier aus verschiedene lohnende Touren unternehmen können.
In den 1980er- und 1990er-Jahren wurde versucht, den Wintertourismus mit dem Bau von zwei Skiliften zu fördern, was jedoch an der Nähe zum leichter erreichbaren und wesentlich größeren Wintersportort Madesimo und dessen umfangreichen Skipisten und touristischen Einrichtungen scheiterte.
Aber auch Sportfischer kommen als Touristen nach Montespluga, um in den Gebirgsbächen und dem Stausee zu angeln. Der Angelsport unterliegt der Regulierung durch die Provinz Sondrio, die der Unione pesca sportiva della provincia di Sondrio hierfür die Konzession erteilt hat. Die Angelmöglichkeiten regelt die Unione pesca sportiva della provincia di Sondrio.

### Stausee Lago di Montespluga
Etwa zwei Kilometer südöstlich des Ortes ließ 1927 die Società Elettrica Interregionale Cisalpina, eine Mailänder Aktiengesellschaft, die in Mese das seinerzeit größte Elektrizitätswerk Europas mit einer Leistung von 75'000 kW betrieb, am Rand der Piano della Casa (in den Unterlagen der Gesellschaft als Piano di Spluga bezeichnet) zwei Gewichtsstaumauern errichten und die Passstraße an den nordöstlichen Rand der Ebene auf einen bis zu 17 Meter hohen Steindamm verlegen. Die etwa 60 Meter hohe Diga Cardinello am Eingang zur Cardinelloschlucht (in den Unterlagen der Gesellschaft als Diga Cardanello bezeichnet) und die nur etwa 20 Meter hohe an der heutigen Passstraße gelegene Diga Stuetta ermöglichten das Anstauen von geplant etwa 28 Millionen Kubikmeter aus insbesondere dem Torrente Liro und dem Torrente Val Loga. Die Inbetriebnahme des Stausees (ital. serbatoio) war ursprünglich für das Jahr 1930 geplant. Die Fertigstellung erfolgte jedoch erst 1931, wie auch aus der talseitigen Inschrift (MCMXXXI) an der Diga Stuetta ersichtlich.
Die Stromerzeugung erfolgt im Kraftwerk Isolato (Centrale idroelettrica di Isolato) in Isola, einer weiteren Fraktion der Gemeinde Madesimo. Diesem Kraftwerk wird das Wasser über eine Entfernung von etwa 3,3 Kilometern mit einer Höhendifferenz von 650 Metern zugeführt. Die Betreiberunternehmen haben seither mehrfach gewechselt. Stand September 2024 werden der Stausee und das Kraftwerk vom Unternehmen A2A S.p.A. (A2A Aktiengesellschaft) aus Brescia betrieben.
Seit einigen Jahren fehlen am Lago di Montespluga ausreichende Niederschläge. Der See fällt im Sommer fast trocken. Der Klimawandel beeinträchtigt die Stromerzeugung aus Wasserkraft, aber auch den Tourismus.

### Almbetrieb
Um Montespluga wird Vieh gesömmert und werden dann auch Milchprodukte erzeugt, die vor Ort gekauft werden können. Alle Aktivitäten gehen vom Consorzio Alpe Montespluga aus, das auch traditionelle Feste organisiert, wie das Festa del Pastore, das normalerweise am ersten Sonntag im August stattfindet.

## Verkehr
Durch den Ort führt die Strada statale 36 „del Lago di Como e dello Spluga“, die den Splügenpass über Chiavenna mit Como verbindet.
Über Montespluga führt von Splügen nach Chiavenna und vice versa eine von einem italienischen Transportunternehmen betriebene Buslinie im Geltungsbereich des Schweizerischen Generalabonnements. Fahrkarten können beim Fahrer, aber auch online bei der SBB und Postauto erworben werden.

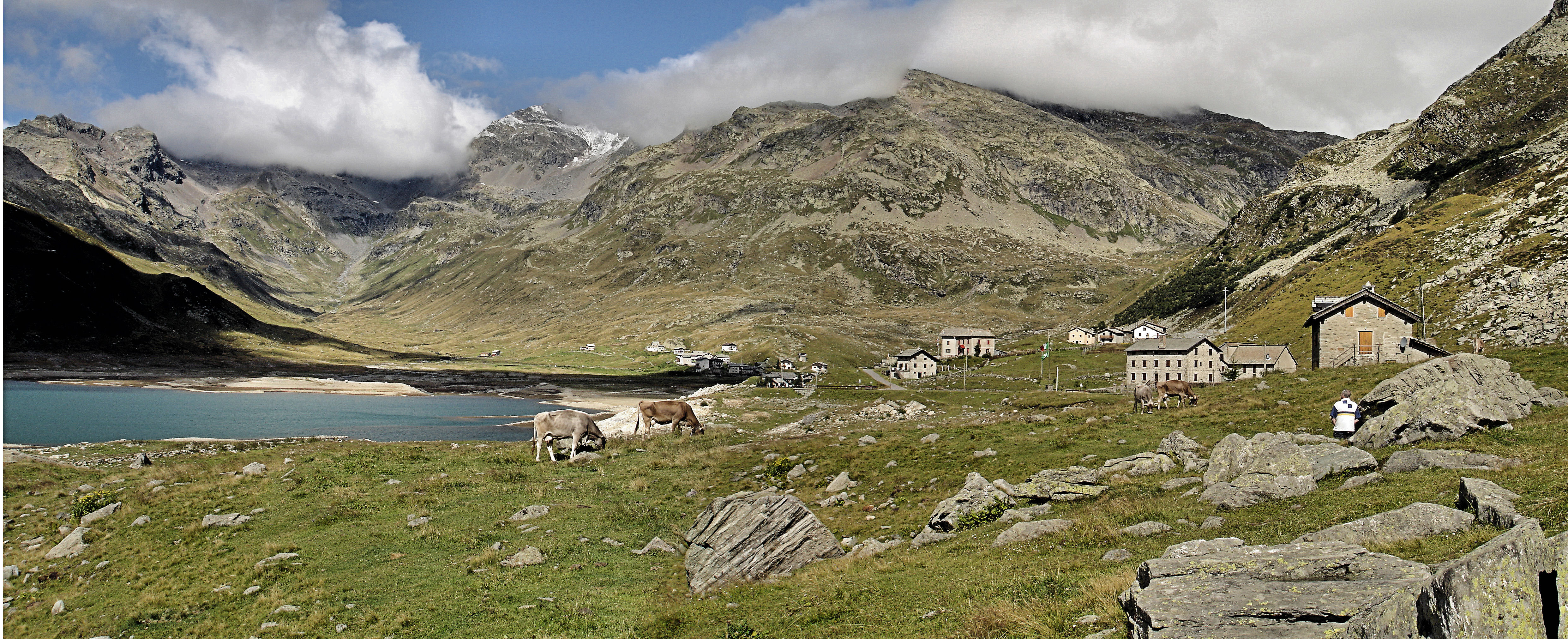
Montespluga und der Lago di Montespluga
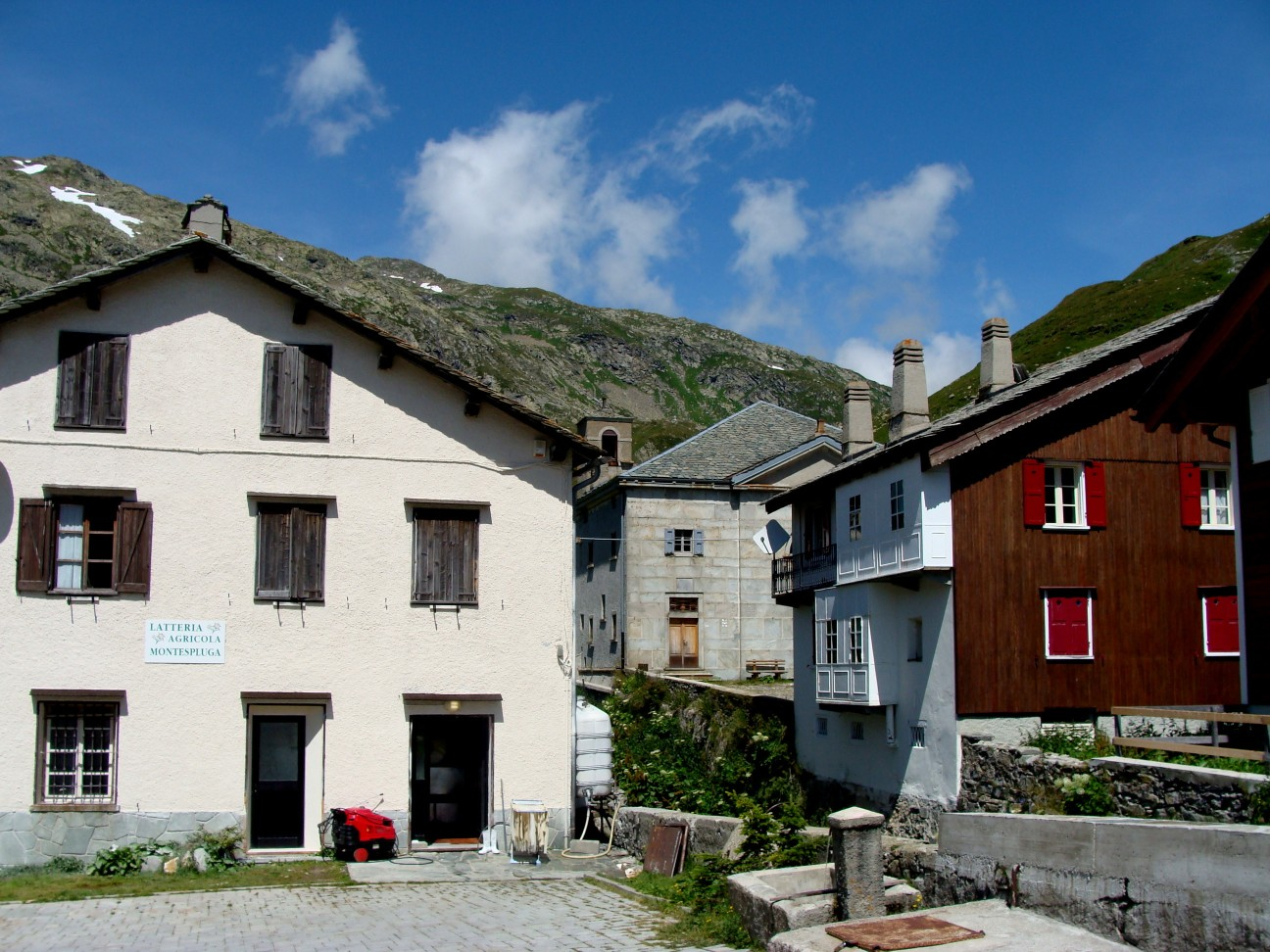
Ortskern
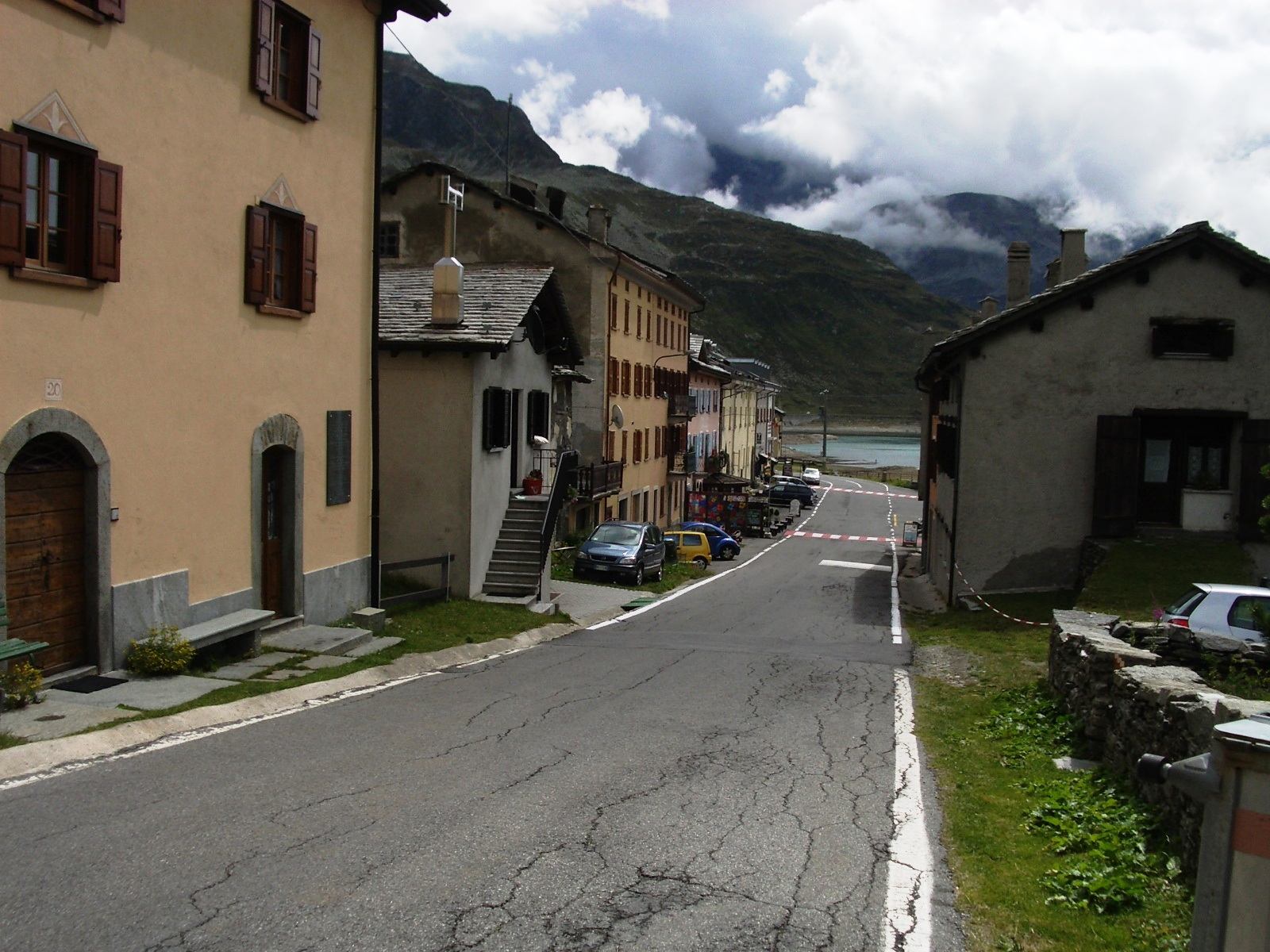
Passstraße
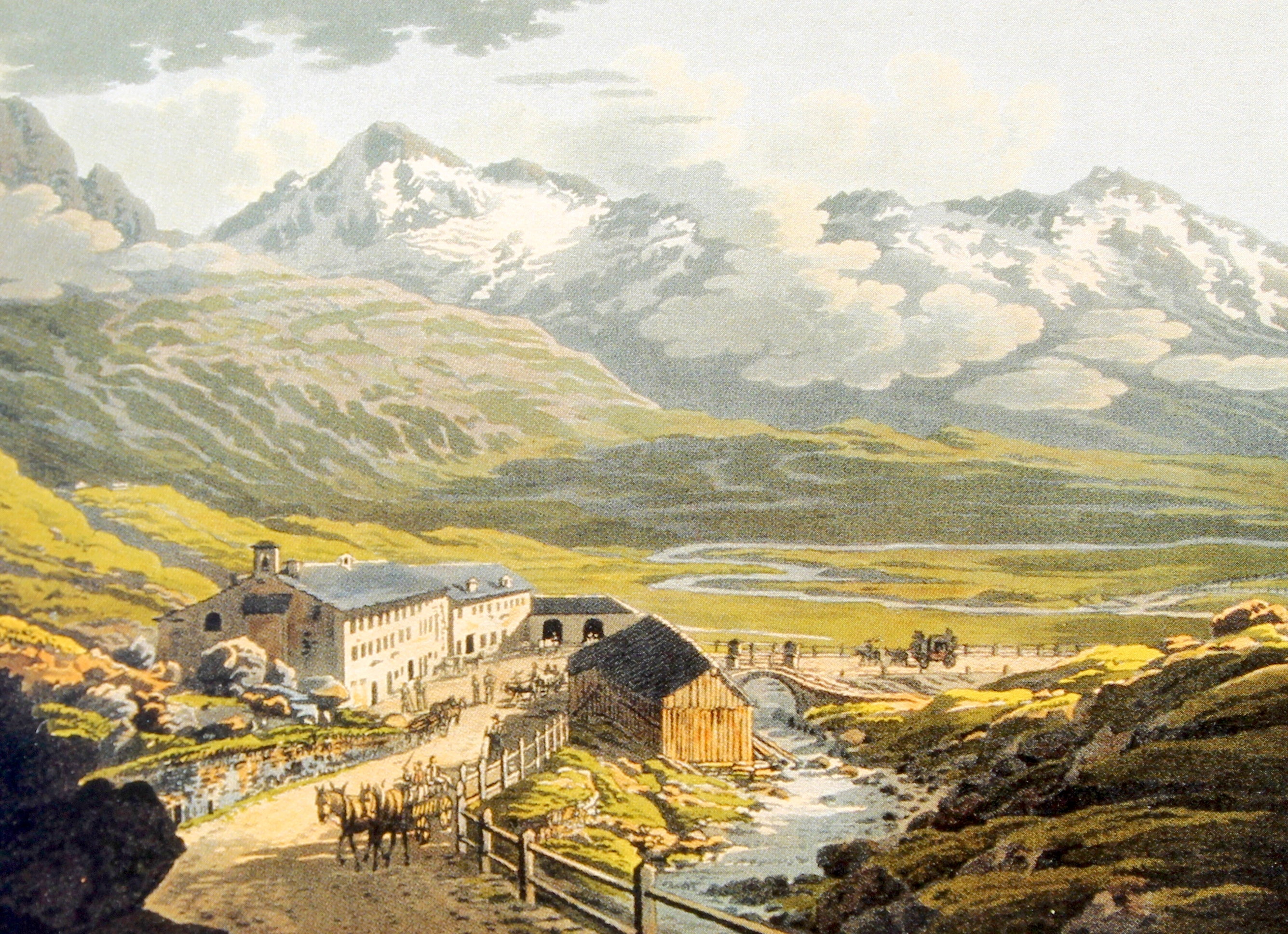
Montespluga 1823 von Norden noch ohne Stausee